# Pierre Auguste Adet
Pierre Auguste Adet (Nevers, 17 de maio de 1763 — Paris, 19 de março de 1834) foi um administrador, diplomata e um químico francês.

## Química
Ele trabalhou com Lavoisier em um novo sistema de notação química e foi secretário do periódico científico Annales de chimie, fundado em 1789. Ele provou que o ácido acético glacial e o ácido acético do vinagre eram a mesma substância.

## Publicações

### Trabalho político
- Notes adressées par le citoyen Adet, ministre plénipotentiaire de la République française près les États-Unis d'Amérique au secrétaire d'État des États-Unis, 1796.

### Trabalhos científicos
- Leçons élémentaires de chimie à l'usage des lycées, 1804.

### Traduções
- Joseph Priestley, Réflexions sur la doctrine du phlogistique et la décomposition de l'eau, trad. P. A. Adet, 1798.